# Городское кладбище (Тюбинген)
Городское кладбище в Тюбингене (нем. Stadtfriedhof Tübingen) — кладбище, расположенной в университетском районе баден-вюртембергского города Тюбинген; является одним из одиннадцати муниципальных кладбищ города; было создано в 1829 году и занимает площадь около трех гектаров. С 2002 года захоронения (в общей сложности — 3100, включая 170 профессоров и 112 пасторов) были вновь открыты для свободного посещения.

## История и описание
В 1829 году в городе Тюбинген, на месте бывшей улице Шпиталеккерн, было создано новое кладбище: оно стало необходимым в связи с тем, что старое кладбище на реке Аммер стало слишком маленьким для расширившегося города. От старого кладбища к XXI веку сохранилась лишь часть его ограды — на территории современного ботанического сада. Кроме того, старые надгробия около местной часовни были перенесены оттуда. 30 ноября 1829 года на новом кладбище прошло первое захоронение — был похоронен кузнец по имени Якоб Энгельфрид. В связи с этив в народном языке кладбище получило обозначение «Энгельфридсхоф». Могила Энгельфрида не сохранилась сегодня, а самым старым сохранившимся захоронением является могила торговца и кондитера Якоба Конрада Швайкхардта от 1830 года.
Кладбище Тюбингена имеет три входа и одно административное здание. По замыслу архитектора Уланда, новое кладбище должно было располагаться на расстоянии от города и иметь регулярные могильные поля, деревья и кустарники. Изначально запланированная часовня была открыта только в 1894 году. В 1849 году территория кладбища была распространена на восток — на могильные поля S, T, X и Z. Кладбищенское поле X с тех пор и до 1963 года являлось местом захоронения при анатомическом институте Тюбингенского университета.
В 1872 году городское кладбище было расширено на север, до могильных полей L и Q. Наконец, могильные поля U, V, W были созданы в 1920 году — в западном направлении. В 1968 году городское кладбище было закрыто для новых захоронений в связи с исчерпанием площадей. В мае 2000 года муниципальный совет города Тюбинген принял решение вновь открыть кладбище — в рамках концепции по защите памятников; с 2002 года захоронения (в общей сложности — 3100; включая 170 профессоров и 112 пасторов) стали вновь доступны для посещения.